# Klášter Chyše
Klášter Chyše je bývalý konvent řádu obutých karmelitánů sv. Michaela středověkého původu ve městě Chyše v okrese Karlovy Vary. Raně barokní klášterní budova ze sedmnáctého století je stavebně propojená se sousedním kostelem Jména Panny Marie. Od roku 1964 je klášter chráněn jako kulturní památka.

## Historie
První písemná zmínka o karmelitánském klášteru v Chyších pochází z roku 1487, kdy majitel panství Burian II. z Gutštejna podal návrh na jeho založení a pražská konzistoř jej  9. ledna 1488 schválila. Jeho kostel byl zasvěcen řádové patronce, Panně Marii Sněžné. O rozsahu a podobě původních pozdně gotických staveb není téměř nic známo. S postupující náboženskou reformací během 16. století řeholníci konvent opustili a jeho zkáza nastala v roce 1538.[zdroj⁠?!]
O datu znovuzaložení kláštera panují nejasnosti. Podle Františka Krásla k němu generální komisař řádu Gabriel ab Annunziatione dal pokyn již roku 1627. Podle českých pramenů se o obnovu zasloužil první pobělohorský majitel panství, Jiří Vilém Michna z Vacínova († 1652) až odkazem peněz ve svém testamentu a k obnově chyšského Karmelu měli být povoláni mniši z pražského konventu od kostela svatého Havla.
Stavbu dochované klášterní budovy jako svou fundaci potvrdil až Vilémův mladší syn Vilém Bedřich Michna z Vacínova († před 1680) dne 14. srpna 1660 a o dva dny později k ní slavnostně položil základní kámen. O tři roky později se do kláštera nastěhoval první karmelitán. Pokračující stavbu vedl polír Matthias Ruff/Rueff a zdržel ji požár z roku 1678, při kterém neurčená část kláštera vyhořela.[zdroj⁠?!] Převor Norbert hned následujícího roku zahájil jeho obnovu a k 26. červnu roku 1679 byla rozestavěná část konventu zcela obnovena. Současně pokračovala renovace, či spíše novostavba kostela. K dalšímu křídlu konventu byl položen základní kámen 7. července 1688 a v roce 1693 byl kostel vysvěcen; podle Pavla Vlčka mohlo jít o projekt Francesca Carattiho, který pro rodinu Michnů v té době pracoval.
Ke zrušení kláštera došlo roku 1785 nebo 1787. Ve dvacátém století v budově sídlila správa chyšského zámku, dále byla využívána jako škola v přírodě, byty, zemědělské učiliště  a naposledy jako maloobchodní prodejna. Na počátku 21. století byl klášterní areál bez využití.

## Stavební podoba
Jednopatrová klášterní budova má čtyři křídla, která obklopují čtverhranný dvůr. Vnější fasády jsou novodobé, bez ozdob. Člení je pouze jednoduché římsy. Arkády, kterými se otevíral původní ambit do dvora, byly zazděny.